# Rimpfischhorn
Rimpfischhorn (4199 m n. m.) je hora ve Walliských Alpách. Leží na území Švýcarska v kantonu Valais nedaleko italských hranic. Náleží do masivu Mischabel. Leží jižně od Allalinhornu. Na vrchol lze vystoupit od chat Täschhütte (2701 m n. m.) a Britanniahütte (3030 m n. m.). Horu obklopuje ledovec Allalingletscher.
Na vrchol jako první vystoupili 9. září 1859 Leslie Stephen, Robert Liveing, Melchior Anderegg a Johann Zumtaugwald.